# アレクサンドリート級掃海艇
アレクサンドリート級掃海艇は、ロシア海軍の掃海艇である。海軍基地の近海で機雷を掃討するために建造された。ロシア海軍では12700号計画型掃海艇（ロシア語: Тральщики проекта 12700）とも呼ばれる

## 歴史
クラスの主力船であるAleksandrObukhovは、2011年9月22日、サンクトペテルブルクのスレドネ・ネフスキー造船所で起工された。当初、この船は2012年に進水し、2015年に就役する予定だったが、ロシアに対する国際的な制裁とフランスが完成に必要な機器の調達を拒否したため、進水が遅れた。2014年6月27日に一番艦であるアレクサンダー・オブホフが進水し、2016年12月9日に就役が認められた。

## 設計
アレクサンドリート級の最大の特徴は、真空注入によって成形されたモノリシック・ファイバーグラス製の船体である。これは、より軽量で耐用年数の長い船体を実現する最新の建設方法である。このクラスの船は、様々なフレイルや、遠隔誘導・自律型の水中無人機を使用して、安全な距離で機雷を無効化・破壊するように設計されている。

## 輸出
インドはこの掃海艇に興味を示し、ライセンス生産の開始を協議していた。インドは少なくとも10隻を必要としていた。2016年9月、インド代表団が1番艦の運用評価の結果を待つため、協議は中断された。

## 同型艦
| 艦名                                             | 起工           | 進水           | 就役           | 配属先         | 現況                                                                             |
| ------------------------------------------------ | -------------- | -------------- | -------------- | -------------- | -------------------------------------------------------------------------------- |
| アレクサンドル・オブホフ Aleksandr Obukhov       | 2011年9月22日  | 2014年6月27日  | 2016年12月9日  | バルチック艦隊 | 現役。ウクライナ国防省情報総局によると、2024年に「深刻な被害を受けた」とされる。 |
| ゲオルギー・クルバトフ Georgiy Kurbatov          | 2015年4月24日  | 2020年9月30日  | 2021年8月20日  | 黒海艦隊       | 現役                                                                             |
| イワン・アントノフ Ivan Antonov                  | 2017年1月25日  | 2018年4月25日  | 2019年1月26日  | 黒海艦隊       | 現役                                                                             |
| ウラジーミル・イェメリャノフ Vladimir Yemelyanov | 2017年4月20日  | 2019年5月30日  | 2019年12月28日 | 黒海艦隊       | 現役                                                                             |
| ヤコフ・バリャエフ Yakov Balyaev                 | 2017年12月26日 | 2020年1月29日  | 2020年12月26日 | 太平洋艦隊     | 現役                                                                             |
| ピョートル・イリチェフ Pyotr Ilyichev            | 2018年7月25日  | 2021年4月28日  | 2022年11月16日 | 太平洋艦隊     | 現役                                                                             |
| アナトリー・シュレモフ Anatoly Shlemov           | 2019年7月12日  | 2021年11月26日 | 2022年12月29日 | 太平洋艦隊     | 現役                                                                             |
| レフ・チェルナヴィン Lev Chernavin               | 2020年7月24日  | 2023年4月14日  | 2023年12月25日 | バルチック艦隊 | 現役                                                                             |
| アファナシー・イヴァニコフ Afanasy Ivannikov     | 2021年9月9日   | 2024年8月9日   | 2025年5月7日   | 北方艦隊       | 現役                                                                             |
| ポリャールヌイ Polyarny                          | 2022年6月12日  | 2025年4月24日  |                | 北方艦隊       | 進水                                                                             |
| ドミトリー・リソフ Dmitry Lysov                  | 2023年6月19日  |                |                |                | 建造中                                                                           |
| セミョン・アガフォノフ Semyon Agafonov           | 2024年1月18日  |                |                |                | 建造中                                                                           |
| ヴィクトル・コーナー Viktor Korner               | 2024年7月16日  |                |                |                | 建造中                                                                           |
| セルゲイ・プレミーニン Sergey Preminin           | 2025年5月16日  |                |                |                | 建造中                                                                           |